# Essunga socken
Essunga socken i Västergötland ingick i Barne härad, ingår sedan 1983  i Essunga kommun och motsvarar från 2016 Essunga distrikt.
Socknens areal är 50,27 kvadratkilometer varav 49,85 land. År 2000 fanns här 2 574 invånare. Tätorten Nossebro med Nossebro kyrka samt orterna Tumleberg, Essunga och Essunga kyrkby med sockenkyrkan Essunga kyrka ligger i socknen.

## Administrativ historik
Socknen har medeltida ursprung. 
Vid kommunreformen 1862 övergick socknens ansvar för de kyrkliga frågorna till Essunga församling och för de borgerliga frågorna bildades Essunga landskommun. Landskommunen utökades 1952 och ombildades 1971 till Essunga kommun som 1974 uppgick i Vara kommun. Området bröts ut därifrån 1983 för att återuppstå som Essunga kommun med något mindre omfång än kommunen hade till 1974. Församlingen utökades 2002.
1 januari 2016 inrättades distriktet Essunga, med samma omfattning som församlingen hade 1999/2000.  
Socknen har tillhört län, fögderier, tingslag och domsagor enligt vad som beskrivs i artikeln Barne härad. De indelta soldaterna tillhörde Skaraborgs regemente, Skånings kompani och Västgöta regemente, Barne kompani.

## Geografi
Essunga socken ligger sydväst om Vara kring Nossan. Socknen är odlad slättbygd med inslag av mossar.

## Fornlämningar
Lösfynd från stenåldern är funna. Från järnåldern finns gravar och gravfält.

## Namnet
Namnet skrevs 1325 Ässungi och kommer från kyrkbyn. Förleden innehåller troligen ås, 'långsträckt höjd' syftande på en höjd vid kyrkan. Efterleden är inbyggarbeteckningen inge.